# Manuel Atria
Manuel Atria Ramírez (Santiago de Chile, 1908 - 1994) fue un ingeniero, profesor y filósofo chileno. Junto a Osvaldo Lira y Clarence Finlayson, fue uno de  los exponentes más importantes del tomismo en Chile.

## Biografía
Nació en 1908, en Santiago de Chile; hijo del médico Arturo Atria Osorio.
Cursó su enseñanza básica y media en el Liceo Alemán de Santiago. A continuación, ingresó a la Pontificia Universidad Católica de Chile, donde estudió ingeniería civil; desempeñándose en el área portuaria; viajando por diversas ciudades desde Arica a Puerto Montt. Formó parte de la Asociación Nacional de Estudiantes Católicos, colaborando en su Revista de Estudiantes Católicos. Fue por esa época en el que pasó a integrar la Liga Social de Chile, creada por Fernando Vives Solar; en compañía de Clarence Finlayson, Clotario Blest, Julio Philippi Izquierdo, Roberto Barahona Silva, Jaime Larraín García-Moreno, Jaime Eyzaguirre (compañero suyo en el Liceo Alemán) y otras importantes figuras. Estudió filosofía de forma autodidacta, pasión que lo llevaría, en 1950, a abandonar la ingeniería y dedicarse a la enseñanza de la filosofía. Ha sido caracterizado como un «padre de familia numerosa, de vivir modesto, atento a las cuestiones sociales y políticas del mundo y de nuestro país, poeta aficionado, gran lector y hombre de lúcida y sincera fe religiosa». Fue políglota, sabiendo latín, alemán, inglés, francés e italiano.
Comenzó siendo profesor en la Facultad de Filosofía y Ciencias de la Educación de la Pontificia Universidad Católica de Chile por cerca de tres décadas. Producto de la polarización política que Chile atravesada, se trasladó a la Universidad Austral de Chile en la década de 1970, invitado por el filósofo Jorge Millas. Su última parada fue la Universidad de Santiago de Chile, donde su carrera docente llegó a su fin. Comparte el mérito con Félix Schwartzmann de ser quienes iniciaron propiamente tal la enseñanza de la filosofía de las ciencias en Chile. Sus cátedras versaban de los más diversos temas, más todas correspondientes con el estudio de la realidad natural: matemáticas, física, lógica, historia de la ciencia, filosofía de la naturaleza y filosofía de la ciencia. Junto Roberto Torretti y Humberto Giannini, Atria fue de las primeras personas en Chile en comenzar a hacer análisis sobre ciencia y conocimiento científico durante la década de los 60.
Manuel Atria Ramírez murió en Santiago de Chile, en 1994, a la edad de 86 años. Es considerado uno de los representantes más importantes de la filosofía chilena en el siglo XX, y fue un egregio representante de catolicismo social. La Universidad Metropolitana de Ciencias de la Educación cuenta con la Sala de Conferencias Manuel Atria, nombrada así en su honor.

## Pensamiento filosófico
En sus escritos tempranos comprendidos entre 1935 y 1950, se ocupó del arte, la política y de la identidad cultural. Sin perjuicio de aquello, su obra filosófica fundamental es principalmente epistemológica y cosmológica. Siendo parte de la tradición filosófica realista-crítica, fue un habido lector de Aristóteles y aún más de Tomás de Aquino.
El neotomismo arribó a Chile a inicios del siglo XX de la mano de la lectura de las obras de Étienne Gilson y Jacques Maritain. Atria, junto a Clarence Finlayson (con quien compartió su interés por Duns Scoto) y Osvaldo Lira, fueron receptores y desarrolladores de esta corriente en el país. En el caso particular de Atria, este veía en el tomismo un arsenal filosófico rico e imparcial, presto al servicio de la búsqueda de la verdad:

Por su parte, Manuel Atria sostiene que el tomismo no es el sistema personal de Santo Tomás y que su manera de trabajar y su sistema son las más impersonales del siglo XIII; evitando todo juicio personal para concentrarse en la Verdad [...]
Roberto Escobar

Para Atria, lo humano se ve caracterizado por la necesidad de ofrecer "una explicación sistemática del acontecer fenoménico, el sentido de responsabilidad por nuestro propio comportamiento y el goce intelectual en la construcción o contemplación de la obra de arte", de modo tal que «sólo en la compleja racionalidad de la condición humana puede darse la capacidad de explicación sistemática del acontecer fenoménico». Con esto no hay que caer en el error de pensar que Atria fuera una racionalista, pues la razón no agota el operar intelectual. Existen proposiciones completamente racionales que no se derivan de ninguna inferencia lógica o conexión lógica con otras proposiciones fundamentadoras. Esto es especialmente evidente en casos como las proposiciones que describen resultados experimentales, que se formulan directamente debido a la intuición sensible de hechos reales. Además, en sistemas axiomáticos, las proposiciones que enuncian postulados iniciales también carecen de una fundamentación más allá de la necesidad epistemológica de organizar el conocimiento. Queda en evidencia la atención que Atria destinaba sobre la propia práctica experimental para poder realizar este tipo de afirmaciones, que terminan por caracterizar la forma en que se obtiene el conocimiento científico:

En todo caso, si hubiera que elegir una característica principal del trabajo científico naturalista, probablemente sería el rigor en la creación y aplicación de lo que Millas llamaría técnicas operatorias, un método de control de la observación y experimentación, y que Manuel Atria precisaba como perfeccionamiento sincronizado [estabilizador] de la técnica experimental (en lo posible) y de la explicación lógico-matemática [simbólica] de los resultados obtenidos
Frederic Smith Bravo

La proyección de conocimiento al operar técnico no está desconectado del desarrollo ético-moral, siendo un tópico de época trabajar la relación polémica entre cientificismo y humanismo. El desarrollo tecno-científico, a juicio de Atria, ha de estar dirigido por virtudes éticas: inteligencia, sabiduría y prudencia; siempre orientado - en un alarde de profundo humanismo cristiano - hacia el prójimo:

El pensamiento físico se hace presente al establecer una analogía entre la energía física y la energía espiritual, que Atria llama también energía social y energía humana, aludiendo a que la acción del Hombre siempre utiliza todos los aspectos de su energía, no sólo la física. Cuando un grupo humano en busca de su desarrollo material conduce a otro grupo a la decadencia, no sólo material como espiritual, las que caracteriza como enfermedades profesionales, cesantía, miseria, prostitución, guerra, terrorismo, etc., nos encontramos ante una degradación entrópica de las energías sociales.
Roberto Escobar

Su filosofía de la naturaleza estrechaba su relación con la ciencia moderna en tanto que su objeto de estudio era el ens mobile, el ente cambiante:

Para nosotros que, fieles al pensamiento de Santo Tomás, afirmamos el realismo ontológico y epistemológico, la unidad del conocimiento humano es jerárquica y no puede fundamentarse en una mutilación o negación del pensar filosófico o del pensar científico. (...) Debemos dejar en claro de inmediato, que el objeto formal de que se ocupa la ciencia moderna, el ser material en cuanto móvil, es el mismo objeto formal de que se ocupa la doctrina hylemórfica. El opúsculo de Santo Tomás "Sobre los principios de la naturaleza" es un escrito de filosofía natural o de "fisica" y no es un escrito metafísico, aunque sean los principios metafísicos de acto y potencia los que permiten crear la estructura básica del sistema. Es posible que en un sistema total de conocimiento del universo material pueda o deba tener cabida-en el mismo nivel genérico de conocimiento de la ciencia físico-matemática moderna y aceptando, por lo tanto, todas sus tesis con el valor de conocimiento que esta ciencia les da-, un tipo de análisis físico-matemático con un valor explicativo que no depende del juicio científico, sino de sus propias exigencias lógico-metafísicas. Ambos conocimientos concurren en la unidad formal del dato; pero se separan en los principios últimos de inteligibilidad; matemáticos en el caso de la ciencia física, metafísicos en el caso de esta nueva filosofía de la naturaleza.
Manuel Atria

Atria rechazó toda forma de reduccionismo sustancial en las ciencias. Sostenía que no se debería limitar la comprensión científica solo a la física-matemática y que intentar aplicar las mismas herramientas de la física a otras ciencias era problemático. Él abogaba por reconocer y respetar otras formas de investigación científica que se ocupan de fenómenos del universo material, especialmente aquellos relacionados con el comportamiento humano. Estas ciencias utilizan un lenguaje más cercano al común y se centran en describir y explicar fenómenos utilizando términos específicos, aunque su enfoque no siempre sea matemático, pudiendo recurrir a técnicas probabilísticas cuando es posible. No fueron pocos sus esfuerzo –siguiendo en esto a Hermann Weyl– por intentar hacerse cargo del «problema del isomorfismo lógico-fenoménico», esto es, el hecho de que «la físico-matemática, y toda ciencia que siga su modelo, acaba por reducirse a un sistema lógico-simbólico, cuya coherencia con los datos de la experimentación y su aplicabilidad potencial en la esfera de la técnica pasan a constituir un enigma»,al cual no supo darle una respuesta satisfactoria.
Manuel Atria criticó la pretensión científica de la dialéctica marxista a través de una aporía. Según Atria, una ciencia marxista que utiliza una lógica que permite afirmar "sí y no; existen y no existen" carece de certeza y no merece ser considerada ciencia. Compara esta situación con una ciencia que afirmara que el agua hierve y no hierve a 100 grados, argumentando que tal enfoque carecería de valor. Atria sugirió que el marxismo se presenta de manera ambigua, como verdadero y no verdadero al mismo tiempo, lo cual cuestiona su validez científica. Esta crítica refleja la preocupación de Atria por la falta de claridad y rigurosidad lógica en el materialismo dialéctico, y comparte la opinión de Józef Maria Bocheński, quien lo considera primitivo y más un catecismo ateísta que una filosofía genuina.

## Obras seleccionadas

### Libros y capítulos de libros
- Hacia una cultura iberoamericana, Difusión Chilena, Santiago de Chile, 1939.
- El marxismo, las ciencias y la filosofía de la naturaleza, Difusión Chilena, Santiago de Chile, 1941.
- Tres ensayos de filosofía de la ciencia, Departamento de Extensión Académica, de la Vicerrectoría de Extensión y Comunicaciones de la Universidad Austral de Chile, Valdivia, 1978.
- "Significación de la unidad del alma humana", en La vida ante el derecho, VI Jornadas Chilenas de Derecho Natural, Facultad de Derecho, Pontificia Universidad Católica de Chile, Red Internacional del Libro, Santiago de Chile, 1996, pp. 77-121.

### Artículos
- «Nacionalismo filosófico y filosofía de la nación», Estudios, Vol. 67, pp. 4-9, 1938.
- «Aspectos especulativos del marxismo», Estudios, Vol. 78, 1939.
- «Reflexiones sobre el arte», Estudios, Vol. 81, 1939.
- «En torno al marxismo», Estudios, Vol. 97, 1941.
- «El marxismo y la filosofía de la naturaleza», Estudios, Vol. 100, 1941.
- «Reflexiones sobre la guerra», Estudios, Vol. 119, 1942.
- «Sombras de la primera muerte», Estudios, Vol. 137, 1943.
- «Sobrenaturalidad de la historia», Estudios, Vol. 183, 1948.
- «Algunos aspectos de teoría de las ciencias en el pensamiento griego», Anales Facultad de Filosofía y Ciencias de la Educación, PUCCH, 1965, pp. 37-46.
- «Física clásica y pensar pitagórico», Anales Facultad de Filosofía y Ciencias de la Educación, 1966, pp. 21- 52.
- «Sobre las funciones algebraicas y el conocimiento físico», Anales Facultad de Filosofía y Ciencias de la Educación, 1968, pp. 130-159.
- «El pensamiento metafísico de Clarence Finlayson», Mapocho, Vol. 23, 1970, pp. 71-82.
- «Algunas consideraciones sobre el Arte y la ciencia», Aisthesis, N° 7, pp. 77-82.
- «Sobre hylemorfismo», Dilema, Vol. 11, 1975, pp. 21-31.
- «El acuerdo de la matemática con lo real», Academia, 1983, pp. 137-161.
- «Realidad y matemática», Academia, 1984, pp. 101-114.
- «Las estructuras de racionalidad en el conocimiento científico», Educación y Humanidades, No. 1, 1985, pp. 37-42.
- «Clarence Finlayson y los nombres de Dios», Academia, 1986, pp. 127-143.
- «Apuntes sobre ciencia y religión en el pensamiento griego», Philosophica, Vol. 11, 1988, pp. 9-30.
- «Apuntes sobre el Tractatus Logico-Philosophicus» (1990), Seminarios de Filosofía, Vol. 3, pp. 29-43.
- «Acerca del mundo tres», Seminarios de Filosofía, Vol. 5, 1992, pp. 31-43.

El 29 de septiembre de 2016, en la Jornada de Historia de la Iglesia en Chile, se presentó una ponencia sobre Manuel Atria Ramírez y la filosofía de la física, proponiendo la investigación y publicación de las obras completas de este eminente intelectual católico (1908-1994).

### Reseñas
- «Théorie de l'intelligibilité, por Miguel Espinoza. Editions universitaires du Sud, France, 1994, 216 pgs.», Revista de filosofía, Vol. 43, 1994, pp.117-120.